# Oxyethira campanula
Oxyethira campanula är en nattsländeart som beskrevs av Lazar Botosaneanu 1970. Oxyethira campanula ingår i släktet Oxyethira och familjen smånattsländor. Inga underarter finns listade i Catalogue of Life.